# Хёгер, Карл
Карл Хёгер (нем. Karl Höger; 27 мая 1897, Мангейм — 31 марта 1975, Пальма) — немецкий футболист, нападающий, а также футбольный тренер.

## Карьера игрока
После участия солдатом в Первой мировой войне Хёгер оказался в своём родном городе Мангейме, где познакомился с Зеппом Хербергером, выступавшем в то время за «Вальдхоф». Карл также присоединился к этому клубу, что позволило сложиться атакующей тройке «Три-Аш», состоявшей из самого Хёгера, Зеппа Хербергера и Вилли Хуттера. В результате все три игрока стали призываться в сборную Германии. 5 июня 1921 года Карл дебютировал за «Бундесманншафт» в товарищеском матче против Венгрии, завершившейся поражением 0:3. В октябре этого же года вместе с одноклубниками по «Вальдхофу» он сыграл за сборную против команды Финляндии; встреча закончилась, на сей раз, ничейным исходом 3:3.
Вскоре после этого Хёгер и Хербергер за деньги несколько раз выступили за принципиального соперника «Вальдхофа» «Фёникс» (Мангейм), и оба были объявлены профессионалами. Хербергеру было запрещено играть на территории южной Германии, а Хёгеру удалось перейти в «Боннер», не входивший в местный футбольный союз. С 1922 по 1924 год он выступал за «Гройтер» (Фюрт) и добрался с ним до полуфинала чемпионата страны, где уступил «Обершёнвайде».
В 1926 году он возвращается в Мангейм, но теперь уже игроком «одноимённого клуба». Он сыграл ещё два матча за сборную Германии, и ещё год выступал в южно-немецком первенстве.

## Тренерская карьера
Хёгер тренировал множество немецких клубов, в числе которых «Вердер», «Гамбург» и «Дессау». Он продолжал свою деятельность и во время войны, и при оккупации. В 1960 году он вышел на пенсию, и скончался на Мальорке во время отдыха 31 марта 1975.